# Tufão Utor (2006)
O tufão Utor (designação internacional: 0625; designação do JTWC: 25W; designação filipina: Seniang) foi um intenso ciclone tropical que atingiu a região central das Filipinas em meados de Dezembro de 2006. Utor foi o trigésimo ciclone tropical, o vigésimo segundo sistema tropical nomeado e o décimo quinto tufão da temporada de tufões no Pacífico de 2006. O tufão formou-se de uma perturbação tropical a leste das Filipinas e desenvolveu-se rapidamente antes de alcançar a região central do arquipélago filipino em 9 de Dezembro, com ventos de até 185 km/h. Posteriormente o tufão seguiu para o Mar da China Meridional, onde encontrou condições meteorológicas desfavoráveis e dissipou-se completamente em 14 de Dezembro.
O tufão causou danos generalizados na região central das Filipinas, causando enchentes e deslizamentos de terra, que provocaram 30 fatalidades. Utor foi o último tufão de uma série de 5 tufões que atingiram as Filipinas em menos de 3 meses.

## História meteorológica

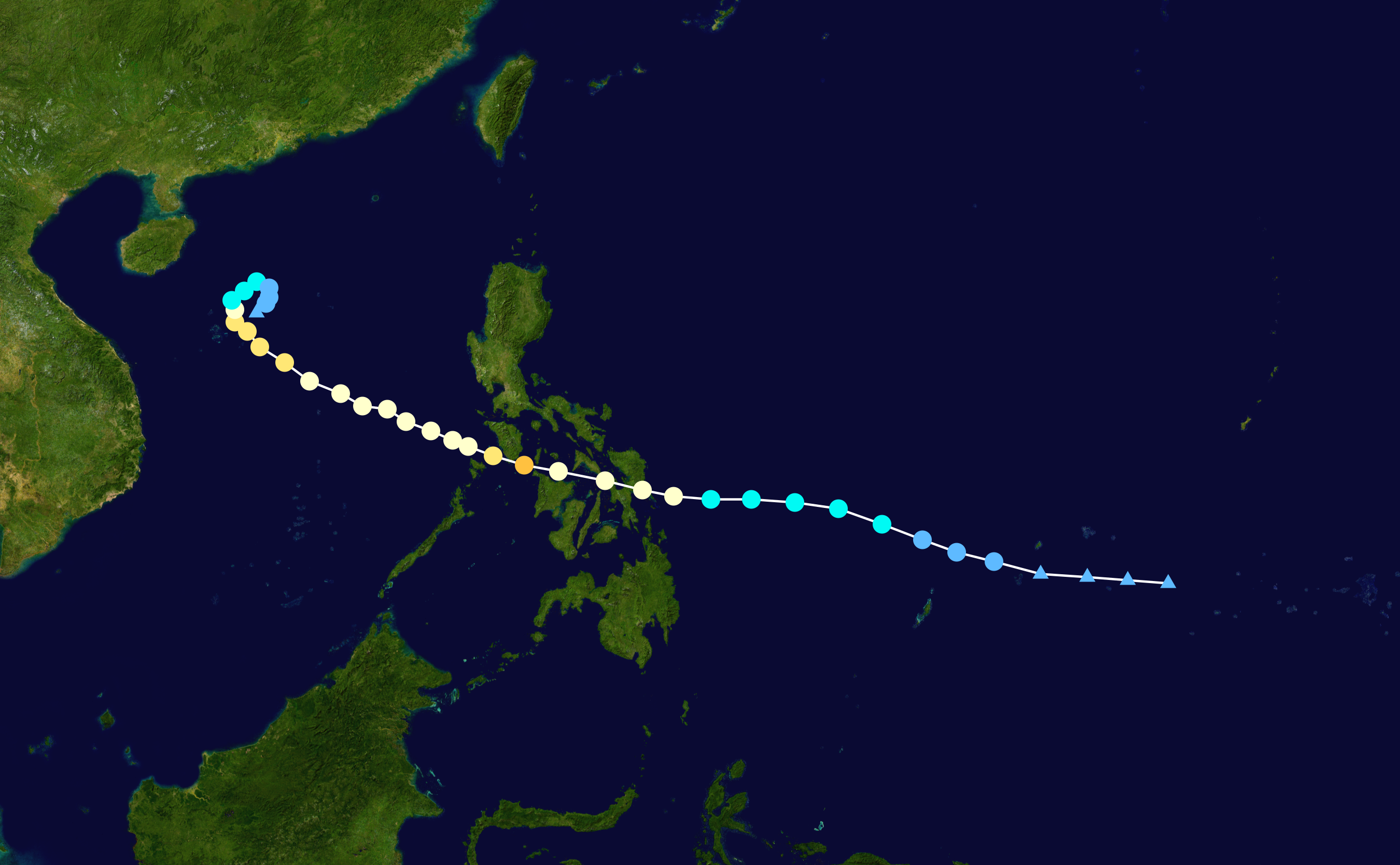
O caminho de Utor

Uma área de distúrbios meteorológicos foi notada a 4,3N; 155,1L em 1º de Dezembro. O JTWC começou a monitorar o sistema em 2 de Dezembro. Naquele momento, o sistema estava aproximadamente 490 km a sudeste de Chuuk. Naquele momento, era fraco o cisalhamento do vento e os fluxos externos eram bons. Com isso, área de convecção formavam-se dentro de uma circulação ciclônica de baixos níveis em formação. No entanto, o sistema não demonstrou sinais de desenvolvimento até 6 de Dezembro, quando seu centro foi relocado para um ponto a aproximadamente 555 km a sul-sudoeste de Guam. O sistema continuou a se consolidar rapidamente e o Joint Typhoon Warning Center (JTWC) emitiu um alerta de formação de ciclone tropical (AFCT) às 15:00 (UTC) de 6 de Dezembro. O JTWC classificou o sistema como uma depressão tropical na madrugada de 7 de Dezembro, notando a rápida organização do sistema. Naquele momento, o centro da recém-formada depressão localizava-se a cerca de 175 km a oeste-sudoeste de Yap, e movia-se para oeste a 30 km/h. Praticamente ao mesmo tempo, a Agência Meteorológica do Japão (AMJ) notou a formação de uma fraca a depressão tropical na região.
A depressão tropical continuou a seguir continuamente para oeste sob a influência de uma forte alta subtropical que se estendia entre Guam e o Estreito de Luzon e gradualmente continuava a se fortalecer. Às 18:00 (UTC) de 7 de Dezembro, tanto o JTWC quanto a AMJ classificaram a depressão como uma tempestade tropical. Naquele momento, Utor estava localizado a 315 a norte-noroeste de Palau. A agência japonesa atribuiu o nome Utor para a tempestade, que foi submetido pelos Estados Unidos e significa linha de tempestade em marshalês. Inicialmente, a intensificação de Utor foi relativamente lenta, mas começou a intensificar-se rapidamente e tornou-se uma tempestade tropical severa ao meio-dia de 8 de Dezembro e um tufão na madrugada de 9 de Dezembro, segundo o JTWC, a AMJ e a PAGASA. Naquele momento, o centro do tufão situava-se a 720 km a sudeste de Manila, Filipinas.
Logo depois de ter se tornado um tufão, Utor alcançou as ilhas centrais do Arquipélago Filipino. Às 06:00 (UTC), o centro do tufão estava sobre a porção sudoeste da Ilha Samar e perto da porção noroeste da Ilha Leyte seis horas depois. Às 18:00 (UTC) daquele dia, o centro da tempestade estava localizado sobre o Canal de Jintotolo e, apesar da interação com terra, continuava a se fortalecer. No começo da madrugada de 10 de Dezembro, Utor atingiu o seu pico de intensidade, com ventos máximos sustentados de 185 km/h. Naquele momento, o sistema estava situado logo a sudeste da Ilha Mindoro ou a cerca de 270 km a sul-sudeste de Manila. No entanto, a Administração de Serviços Atmosféricos, Geofísicos e Astronômicos das Filipinas (PAGASA) disse que naquele momento, os ventos máximos sustentados associados a Utor eram de apenas 120 km/h.
Por volta do meio-dia de 10 de Dezembro, Utor seguiu em direção ao Mar da China Meridional e começou a se enfraquecer devido ao aumento no cisalhamento do vento e a entrada de uma massa de ar mais seca. Com isso, os ventos máximos sustentados associados ao tufão caíram para 140 km/h no começo da madrugada de 11 de Dezembro. Utor manteve esta intensidade por cerca de 24 horas antes de voltar a se intensificar durante a manhã de 12 de Novembro, alcançando ventos máximos sustentados de 165 km/h. Naquele momento, o centro de tufão estava localizado a cerca de 720 km a sudeste de Hainan, China. O súbito aumento dos ventos máximos sustentados foi atribuído aos ótimos fluxos externos setentrionais. A partir daquele momento, Utor começou a seguir continuamente para noroeste, seguindo a periferia da alta subtropical localizada ao seu nordeste. A tendência de fortalecimento do tufão continuou até a madrugada de 13 de Dezembro, quando alcançou o pico secundário de intensidade com ventos máximos sustentados de 175 km/h. Naquele momento, o olho de Utor estava localizado a cerca de 435 km a sudeste de Hainan, China.
Após o pico secundário de intensidade, Utor começou a se enfraquecer rapidamente com o aumento do cisalhamento do vento e também pela entrada de massas de ar mais secas. Às 18:00 (UTC) de 13 de Dezembro, Utor era apenas um tufão mínimo, com ventos máximos sustentados de 120 km/h,, enquanto que a AMJ desclassificou Utor para uma tempestade tropical severa. Seis horas depois, no começo da madrugada de 14 de Dezembro, Utor era apenas uma tempestade tropical, com ventos máximos sustentados de 65 km/h, a 325 km a leste-sudeste de Hainan. Com isso, o JTWC emitiu seu último aviso sobre o sistema. Seis horas depois, a AMJ desclassificou Utor para uma depressão tropical e também emitiu seu último aviso sobre o sistema.
A AMJ continuou a seguir a área de baixa pressão remanescente de Utor até a manhã de 15 de Dezembro em seus boletins ultramarinos. O Laboratório de Pesquisa Marítima (NRL) da Marinha dos Estados Unidos continuou a seguir a área de baixa pressão remanescente de Utor até a madrugada (UTC) de 17 de dezembro.

## Preparativos e impactos

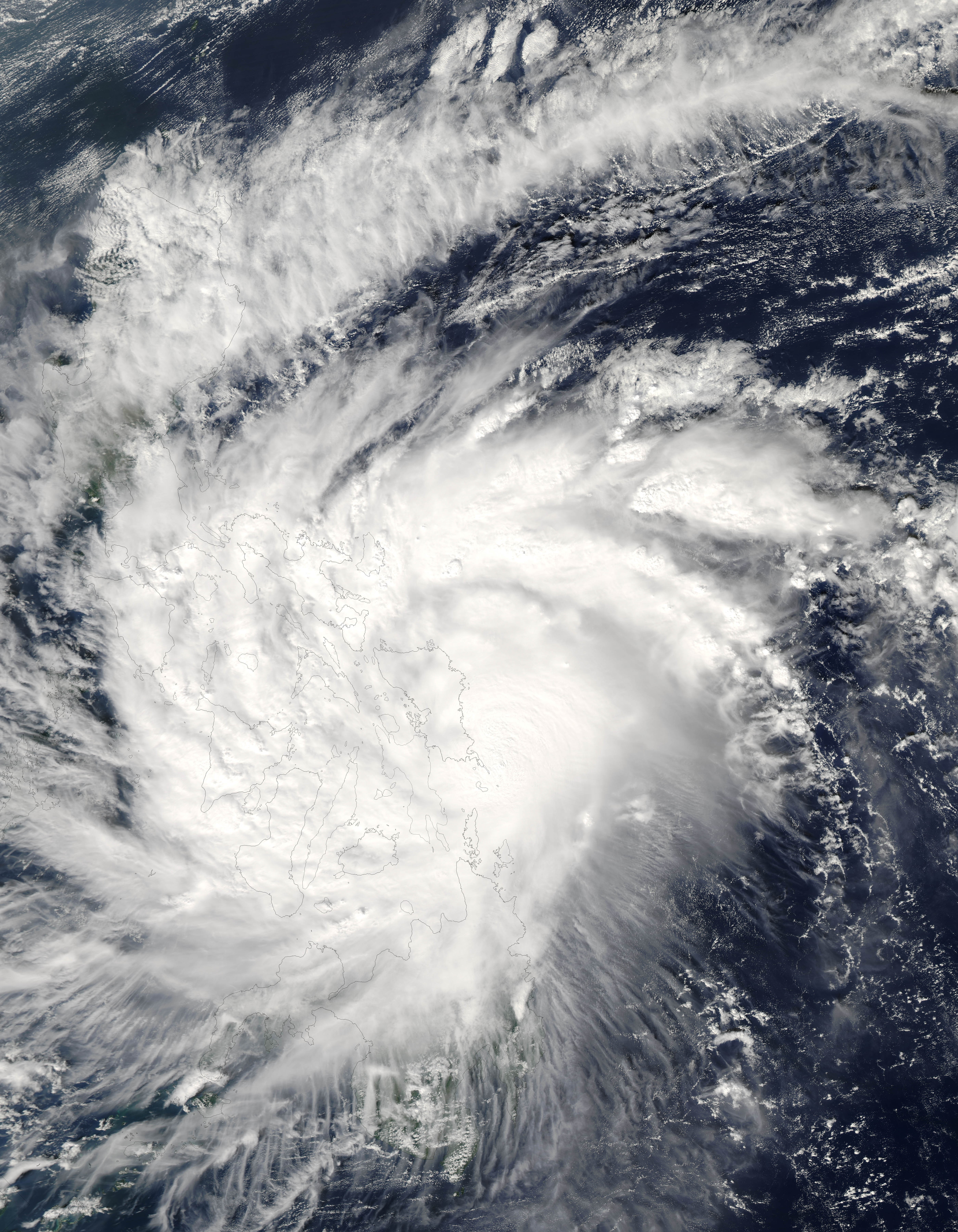
O tufão Utor aproximando-se das Filipinas

A Administração de Serviços Atmosféricos, Geofísicos e Astronômicos das Filipinas (PAGASA) alertou à população local sobre o risco de enxurradas e deslizamentos de terra em mais de 23 províncias de Luzon e da região central do arquipélago. A PAGASA também alertou aos habitantes de regiões costeiras a irem para terras mais altas, devido ao risco da maré de tempestade. A PAGASA também içou sinais públicos de tempestade nº3 para 14 províncias. Outras 19 províncias estavam sob sinal de tempestade nº2 e nº1. Ao todo, mais de 90.000 pessoas foram retiradas em toda as Filipinas como forma de prevenção à chegada do tufão Utor, 59.027 somente na província de Albay, sendo que a maior parte deixando a região ao sopé do Vulcão Mayon. Em 9 de Dezembro, Utor fez seu primeiro landfall no município de Guiunan, província de Samar Ocidental. O tufão adiou por um mês a reunião de cúpula anual da ASEAN.
O fornecimento de eletricidade foi cortada em muitas áreas da região central das Filipinas depois que os ventos fortes associados ao tufão Utor derrubaram postes. A comunicação nestas regiões também foi prejudicada. A Guarda Costeira Filipina suspendeu a navegação ne região de Visayas, deixando 1.020 embarcações parados nos portos, afetando 4.888 passageiros. Em Manila, duas balsas tiveram que ficar ancorados devido aos fortes ventos. Os ventos fortes de Utor também viraram uma embarcação de pesca, deixando 11 desaparecidos.
As províncias de Aklan e Biliran declararam estado de calamidade. Segundo a Defesa Civil Filipina, o tufão causou $262 milhões de pesos filipinos em prejuízos na agricultura e $56 milhões na infraestrutura.
No total, 880.663 pessoas foram afetadas de alguma forma pelo tufão em 1.146 barangays de 103 municípios em 17 províncias das Filipinas. 30 pessoas morreram como conseqüência da passagem de Utor. Uma pessoa morreu na cidade de Tacaloban, enquanto outra faleceu quando sua casa foi levada pela enxurrada na cidade de Panay, província de Capiz.